# George S. Brown
George Scratchley Brown, född 17 augusti 1918 i Montclair, New Jersey, död 5 december 1978 i Bethesda, Maryland, var en fyrstjärning general i USA:s flygvapen. 
Brown var USA:s flygvapenstabschef från 1973 till 1974 och USA:s försvarschef från 1974 till 1978.